# Hållsungamyrens naturreservat
Hållsungamyrens naturreservat är ett naturreservat i Torsby socken i Kungälvs kommun i Bohuslän. Det inrättades 1970 och har en areal på cirka 32 hektar. Reservatet ligger i en sprickdalgång och dess landskap präglas av glaciala fenomen såsom rundhällar och isräfflor. I floran förekommer både fuktkrävande växter som revsmörblomma, vattenklöver och kärrtistel och ängsväxter som luddtåtel, jungfrulin och darrgräs.
Reservatet förvaltas av Västkuststiftelsen.